# Nelson Ned

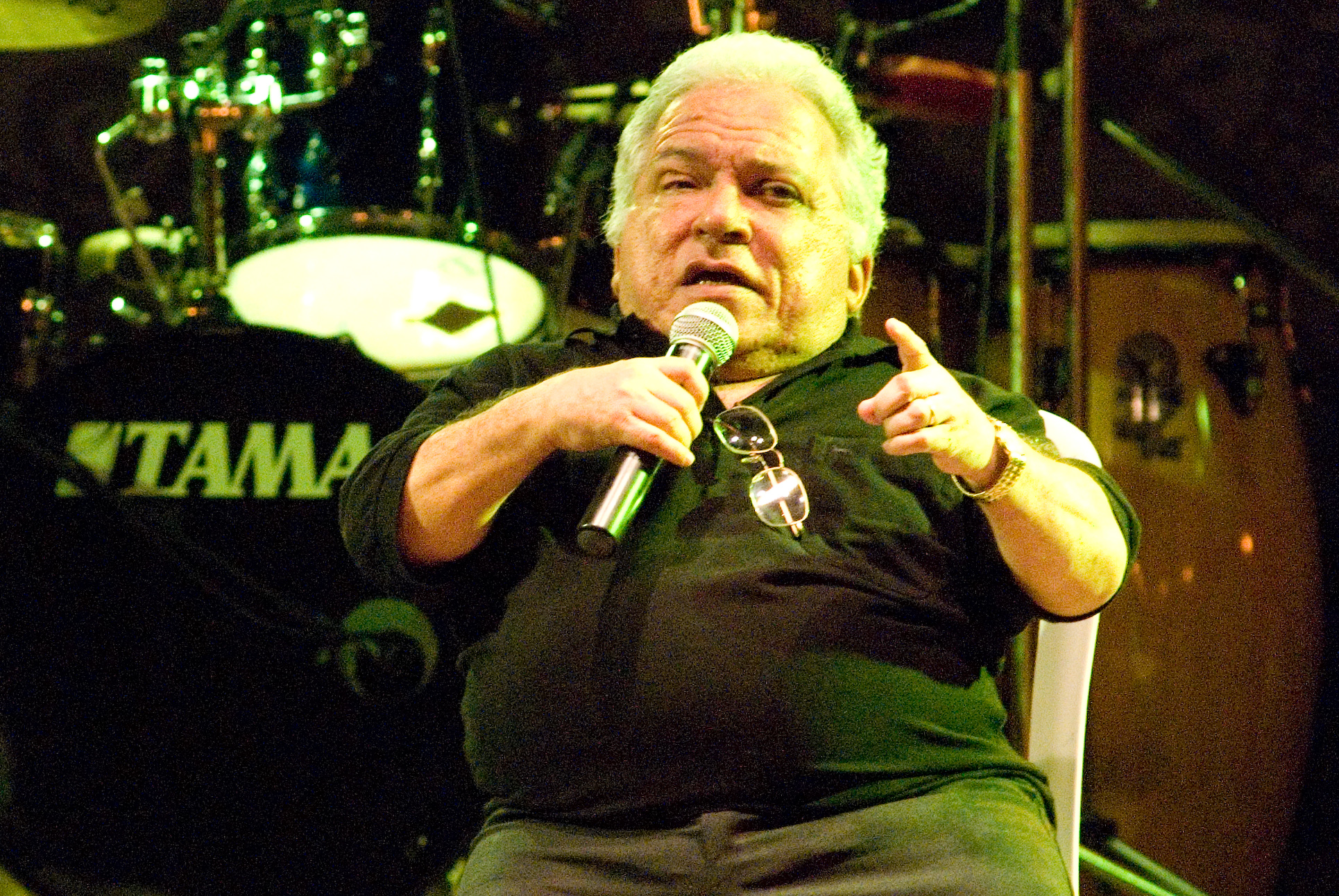
Nelson Ned 2008

Nelson Ned d'Ávila Pinto, känd som Nelson Ned, född 2 mars 1947 i Ubá i Minas Gerais, död 5 januari 2014 i Cotia i São Paulo, var en kortvuxen brasiliansk sångare vars karriär inleddes i slutet av 1960-talet. Han var den förste latinske sångare att sälja 1 miljon skivor i USA, med sin "Happy Birthday, My Darling" 1974. Han har haft konserter på Madison Square Garden och Carnegie Hall. Från 1993 och framåt sjöng han enbart evangeliska sånger.